# Sales (kommun)
Sales är en kommun i Brasilien.   Den ligger i delstaten São Paulo, i den södra delen av landet, 600 km söder om huvudstaden Brasília. Antalet invånare är 5 450.
Följande samhällen finns i Sales:
- Sales

Omgivningarna runt Sales är en mosaik av jordbruksmark och naturlig växtlighet. Runt Sales är det ganska glesbefolkat, med 21 invånare per kvadratkilometer.